# بینگن (واشینگتن)
بینگن (به انگلیسی: Bingen) شهری در شهرستان کلیکیتات ایالت واشنگتن است که در سرشماری سال ۲۰۱۰ میلادی، ۷۱۲ نفر جمعیت داشته است.